# Азорсько-Гібралтарський трансформний розлом
Азорсько-Гібралтарський трансформний розлом або Азорсько-Гібралтарська зона розломів — один з провідних геологічних розломів, що прямують на схід від східного краю рифту Терсейра біля Азорських островів, через Гібралтарську протоку до Середземного моря. Є частиною тектонічної межі між Євразійською і Африканською плитою. Розширення на схід від Гібралтарської протоки до кінця не з'ясовано, і наразі розглядається як «дифузна» границя. Є припущення, що біля узбережжя Апеннінського півострова, розлом з'єднується із зоною субдукції, де Африканської плита повільно занурюється під Євразійську.
Розлом є правобічним трансформним розломом, рух вздовж розлому становить близько 4 мм на рік, проте східна частина зазнає стиснення. 

## Ресурси Інтернету
- Tsunamis, Appendix A, Tectonics of the Azores-Gibraltar fault zone - 7.8 MB PDF, pages 94-97 of 102

| Рельєф | Це незавершена стаття з геотектоніки. Ви можете допомогти проєкту, виправивши або дописавши її. |